# Réserve naturelle régionale du pré des Nonnettes
La réserve naturelle régionale du pré des Nonnettes (RNR22) est une réserve naturelle régionale située dans les Hauts-de-France. Classée en 2008, elle occupe une surface de 17,28 hectares au cœur du marais du Vivier.

## Localisation

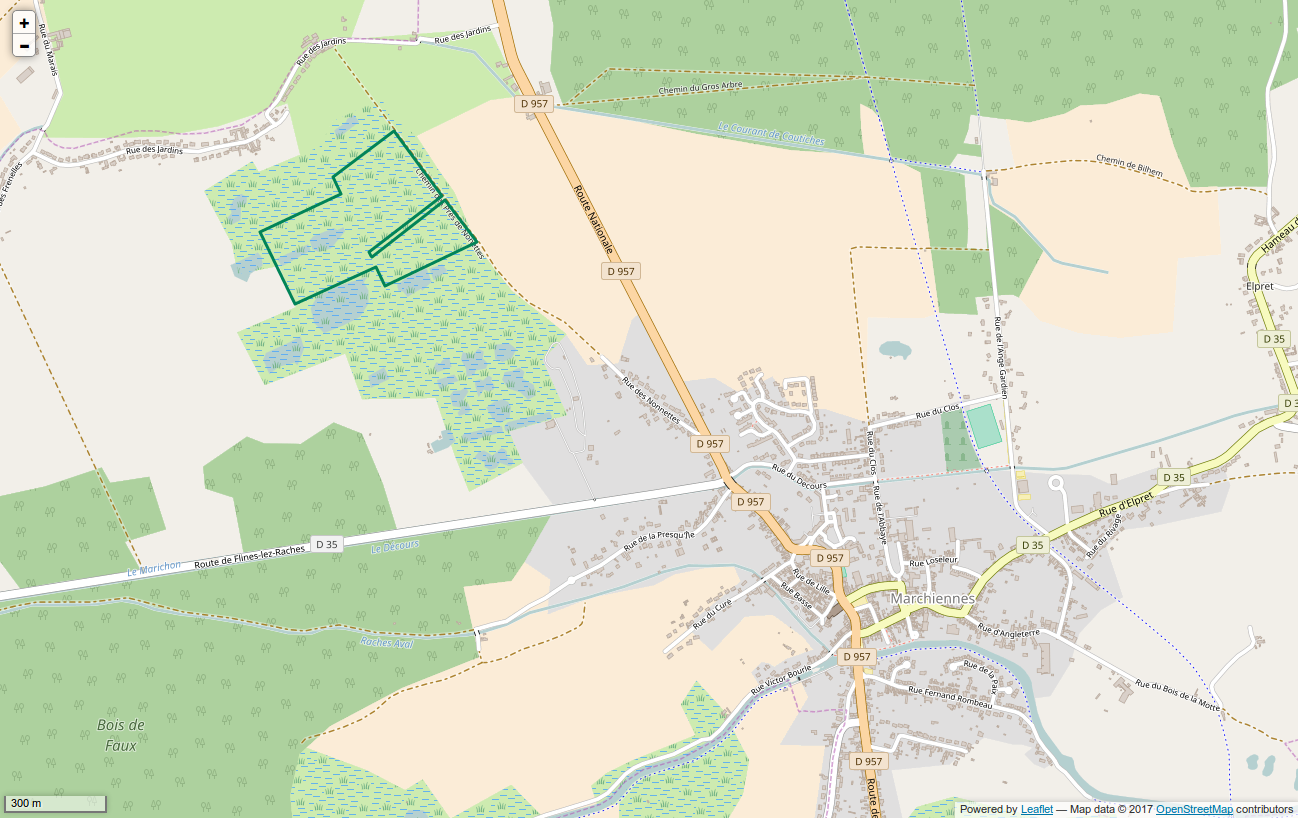
Périmètre de la réserve naturelle.

Au sein du Parc naturel régional Scarpe-Escaut, le territoire de la réserve naturelle est dans le département du Nord, sur la commune de Marchiennes et à quelques kilomètres de la RNR de la tourbière de Vred et de la RNN de la tourbière alcaline de Marchiennes.

## Histoire du site et de la réserve
Le pré des Nonnettes, zone communale de moins de 20 ha fait partie du marais du Vivier qui a servi autrefois de viviers à l’abbaye de Marchiennes. Le site est considéré depuis longtemps par les scientifiques de la région comme un milieu rare et menacé. Le caractère exceptionnel de la flore et de la faune vertébrée et invertébrée a ainsi justifié l'inscription de ce site à de multiples inventaires scientifiques.
Le site a fait l'objet d'un classement en réserve naturelle volontaire le 25 septembre 1990. Le classement en RNR est intervenu en 2008.

## Écologie (biodiversité, intérêt écopaysager…)
Le pré des Nonnettes s'inscrit dans la zone plus vaste du marais du Vivier à Marchiennes, vallée alluviale de la basse Scarpe (40 000 ha). Cet ensemble forme une zone d'environ 400 hectares qui s'étend au-delà des limites du site mêlant des biotopes variés (marais avec étangs, prairies humides, bois, peupleraies). Le site est l'une des dernières prairies de fauche traditionnelles du territoire.

### Flore
La flore compte l'Achillée sternutatoire et le Pigamon jaune.

### Faune
L'avifaune du site comprend la Gorgebleue à miroir, la Rousserolle effarvatte, la Locustelle tachetée, le Bruant des roseaux, le Bruant jaune et le Busard des roseaux.
On recense sur le site 25 espèces de libellules et 7 espèces d'orthoptères.

## Intérêt touristique et pédagogique
Le Circuit des Oiseaux permet de découvrir le site.

## Administration, plan de gestion, règlement
La réserve naturelle est gérée par le Parc naturel régional Scarpe-Escaut.
Les activités historiques développées sur le site concourent aujourd'hui, dans la gestion du site, à un partenariat diversifié (associations naturalistes, société de chasse, scientifiques, propriété communale gérée par le Parc).

### Outils et statut juridique
La réserve naturelle volontaire a été créée en 1990.
La réserve naturelle régionale a été créée par une délibération du Conseil régional du 29 avril 2008 pour une durée de 20 ans.